# San Andrés
San Andrés – miasto, położone na wyspie San Andrés, stolica kolumbijskiego departamentu San Andrés y Providencia. W roku 2005 liczba mieszkańców nieznacznie przekroczyła 100 000. Pierwotnie zamieszkane przez afroamerykanów, dziś stanowią oni około 40% mieszkańców. Dla większości z nich naturalnym językiem jest angielski, w odmianie kreolskiej, choć posługują się biegle również hiszpańskim. Są bardzo przywiązani do swej kultury i kultywują własne tradycje. Kolumbijczycy przybyli z kontynentu stanowią obecnie większość mieszkańców.
Mieszkańcy w większości są niezbyt zamożni. Ostatnio szansą dla nich staje się turystyka. San Andrés posiada hotele typu „all-inclusive” i stanowi bazę wypadową dla nurkowania, morze otaczające wyspę jest uważane za jeden z najciekawszych na świecie akwenów możliwych do spenetrowania w ten sposób.
Siedziba rzymskokatolickiego wikariatu apostolskiego San Andrés i Providencia.